# Strega per amore
Strega per amore (I Dream of Jeannie) è una sitcom statunitense con protagonisti Larry Hagman e Barbara Eden trasmessa negli Stati Uniti per la prima volta dal 1965 al 1970 dalla televisione NBC.

## Trama
Trama generale (st.1 in particolare)
Nel pilot il Maggiore Tony Nelson, la cui navetta a causa di problemi tecnici finisce in un'isola sperduta nell'oceano Pacifico, incuriosito da una bottiglia che si muove da sola, decide di raccoglierla dalla sabbia e aprirla (quando è chiusa col tappo infatti, Jeannie non può uscire dalla sua "casetta"). Così, di colpo, esce dalla "lampada", immersa nel fumo, una giovane e bionda ragazza, che parla persiano e indossa vestiti da harem: la donna bacia Tony con passione sulle labbra, impressionandolo. Jeannie è un genio! Infatti i due non riescono a capirsi fino a quando Tony non esprime il desiderio che la ragazza parli in inglese. Il Maggiore viene salvato, sempre per un suo desiderio avverato, da un elicottero, ed è così felice di potere tornare a casa da chiedere a Jeannie di affrancarsi dalla sua realtà di "genio", ma lei non lo fa perché si è irrimediabilmente innamorata di Tony, rientra nella bottiglia magica (in cui vedremo poi l'arredamento in miniatura della sua casa), e si infila nel borsone del militare per potere tornare con lui. Jeannie esaudisce poco dopo il desiderio di Tony di sciogliere il fidanzamento tra lui e la figlia del Generale suo comandante. In un primo momento Jeannie resta la maggior parte del tempo nella sua bottiglia, ma in seguito la vedremo spesso fuori, a occuparsi di Tony. Di frequente è presente nella storia lo psichiatra della NASA, il Colonnello Alfred Bellows che prova a incastrare Tony dicendo ai suoi superiori che il Maggiore è folle o che nasconde qualcosa, ma grazie a Jeannie, Tony si salva sempre; questo è lo spunto principale delle gag del telefilm, infatti è il Colonnello a fare sempre la figura dello svitato. Altro personaggio è il migliore amico di Tony, il Maggiore Roger Healey, che per diversi episodi non sa dell'esistenza di Jeannie e quando la scopre arriva addirittura a rubarla per garantirsi uno stile di vita lussuoso e agiato; naturalmente viene salvata da Tony. Nelle stagioni successive Roger diventa un alleato di Tony e Jeannie, aiutando spesso l'amico a nascondere la natura "magica" di Jeannie al Colonnello Bellows.
Trama st.5
All'inizio della quinta stagione, lo zio di Jeannie, Sully, le chiede di diventare regina della loro madrepatria, Basenji. Per fare ciò Tony dovrebbe sposarla e fare rispettare l'onore del loro Paese uccidendo l'ambasciatore di Kasja quando quest'ultimo andrà a fare visita alla NASA. Tony ha uno scatto di ira e risponde allo zio Sully che non sposerebbe Jeannie neanche se fosse l'ultimo genio al mondo. Jeannie lo sente e scappa via. A questo punto Tony realizza quanto sia innamorato della donna, va da lei e si sposano dopo qualche settimana. Ora dunque il segreto non sarà Jeannie in sé, ma i suoi poteri magici.

## Episodi
| Stagione         | Episodi | Episodi                    | Prima TV originale | Prima TV Italia | Tema musicale scritto da |
| ---------------- | ------- | -------------------------- | ------------------ | --------------- | ------------------------ |
| Prima stagione   | 30      | B/N - colorizzata dal 2000 | 1965-1966          | 1983            | Richard Wess             |
| Seconda stagione | 31      | colori                     | 1966-1967          |                 | Hugo Montenegro          |
| Terza stagione   | 26      | colori                     | 1967-1968          |                 | Hugo Montenegro          |
| Quarta stagione  | 26      | colori                     | 1968-1969          |                 | Hugo Montenegro          |
| Quinta stagione  | 26      | colori                     | 1969-1970          |                 | Hugo Montenegro          |

## Personaggi

### Personaggi principali (st.1-5)
- Jeannie (Barbara Eden): è un genio (il nome è un gioco di parole con l'inglese "genie", dall'arabo djinn) proveniente dalla Persia che con i suoi poteri è capace di esprimere qualunque desiderio. Chiama solitamente Tony con il nome di "Padrone" e Roger scopre della sua esistenza nell'ep. 1x17, dopo che l'aveva già incontrata sotto mentite spoglie, diventando il suo nuovo padrone temporaneamente. È innamorata di Tony, anche se ogni volta combina guai facendolo arrabbiare, e i due si sposeranno nella quinta stagione. È nata il 1º aprile dell'anno 64 a.C.
- Il maggiore Anthony "Tony" Nelson (Larry Hagman): è un astronauta. Naufragato nell'episodio pilota, conosce il genio Jeannie. Durante la serie deve risolvere i guai combinati dai poteri di Jeannie, aiutato dal migliore amico Roger dalla seconda metà della prima stagione, ma alla fine se ne innamorerà progettando nella quinta stagione il loro matrimonio. A causa del suo comportamento strano, ma che poi si risolve in ogni occasione, il Dr. Bellows lo analizza spesso e cerca di farlo scoprire, ma alla fine finisce per apparire egli stesso ridicolo. È un uomo di circa 35/40 anni, come Roger.
- Il maggiore Roger Healey (Bill Daily): è il migliore amico di Tony, ricopre il suo stesso ruolo alla NASA. Scopre nell'ep. 1x17 l'esistenza di Jeannie: inizialmente ruba la bottiglia e diventa il nuovo padrone, poi per sfuggire alla galera (essendo diventato ricco, con una villa ed uno yacht) la restituisce a Tony. In quanto l'unico a conoscenza, aiuta Tony a risolvere i guai creati (involontariamente) da Jeannie, nonostante molte volte voglia che l'amico le presti il genio. È un po' donnaiolo ed è, come Tony, un uomo di circa 35/40 anni.
- Il colonnello dr./sig. Alfred Bellows (Hayden Rorke): è uno psichiatra e si occupa di psicanalisi. Ogni volta si mette in ridicolo davanti al generale Peterson o ad altri personaggi, perché cerca di far cacciare Tony, anche psicanalizzandolo, scoprendo i suoi segreti e i guai in cui si caccia, ma Jeannie li risolve sempre. Uomo di mezza età, a volte è costretto a psicanalizzarsi poiché ogni volta pare o scemo o pazzo. Sua moglie è Mrs/la Sig.ra Bellows. Ha un nipote dal carattere estroverso. Conoscerà (personalmente) Jeannie quando lei e Tony si fidanzeranno, ovvero a inizio 5 stagione.

### Personaggi secondari
- Il generale Martin Peterson (Barton MacLane) (st.1-2, guest 3, ricorrente 4): è il principale generale della NASA, superiore degli altri astronauti tra cui Tony, Roger e il dr. Bellows. Con quest'ultimo, a volte si comporta in modo severo perché crede che le accuse verso Tony siano assurde, infatti finisce per essere ridicolo. Ha una nipote dal carattere introverso. Anche lui è un uomo di mezza età. Nel corso della terza e quarta stagione parteciperà in alcuni episodi, fino alla morte dell'attore e l'espulsione del suo personaggio.
- La sig.ra Amanda Bellows (Emmaline Henry) (st.2-5): è la moglie di Alfred ed è una tipica donna degli anni '60. Anche lei nutre dei dubbi sul comportamento dei maggiori Nelson e Healey, e fa la sua entrata in scena nella seconda stagione. Conosce Jeannie, personalmente, nel corso della 5 stagione, come suo marito.
- Jeannie II  (guest 3-5): è la sorella di Jeannie e fa la sua comparsa nel secondo episodio della terza stagione, per poi comparire in svariati episodi. Cerca di ingannare la sorella ogni volta perché è innamorata di Tony e vuole averlo tutto per lei. È tutto il contrario della sorella, caratterialmente, e ha un vestito da genio verde e i capelli neri. Come la loro madre in alcuni episodi, è interpretata sempre dall'attrice di Jeannie, Barbara Eden.
- Il Generale Shefferd (guest 4, ricorrente 5): è un generale, arrivato nella seconda metà della quarta stagione. Come Peterson, avrà un carattere perlopiù severo con il Dr. Bellows a causa delle stramberie causate da Tony, Roger e Jeannie, che con quest'ultima però a inizio quinta stagione si conosceranno personalmente.

## Produzione
La serie fu creata da Sidney Sheldon in risposta al grande successo riscontrato sul network ABC dal telefilm Vita da strega.
Negli USA, i primi 30 episodi della serie sono stati filmati in bianco e nero, nel 2000 sono stati colorizzati, mentre gli altri 109 sono stati filmati a colori. Protagonisti del telefilm sono Jeannie, un genio imprigionato in una bottiglia dalla foggia esotica e liberata dall'altro protagonista della storia, il Capitano/Maggiore dell'aeronautica Anthony "Tony" Nelson.

### Casting
Durante il casting dello show, Sheldon cercava prevalentemente ragazze more, esotiche, per la parte della protagonista, il genio di nome Jeannie. Alla fine però decise di scegliere Barbara Eden. Per la parte del protagonista maschile, l'astronauta Maggiore Anthony Nelson, dopo un po' di casting dove si considerò anche Robert Conrad, fu poi alla fine scelto Larry Hagman. Durante la prima stagione, la Eden rimase incinta. Quando scoprì di esserlo, andò da Sheldon, pensando di essere rimpiazzata. Invece le misero addosso dozzine di veli, in modo da coprirla durante l'anno inaugurale dello show e continuarono a girare.

### Tema principale
Il tema musicale della prima stagione era una ballata jazz scritta da Richard Wess. Questo tema non venne gradito da Sidney Sheldon, che dalla seconda stagione lo sostituì con una nuova composizione, intitolata Jeannie, scritta da Hugo Montenegro e Buddy Kaye; essa rimarrà la sigla più famosa del programma, diventando anche uno dei temi musicali più famosi del piccolo schermo.
Nelle ultime tre stagioni venne introdotto un nuovo arrangiamento del tema di Montenegro, con una strumentazione pressoché uguale.

## Distribuzione
La serie è stata trasmessa in prima visione su NBC in cinque stagioni dal 18 settembre 1965 al 26 maggio 1970.

### Edizione italiana
In Italia la serie è stata trasmessa diversi anni dopo la messa in onda originale, a partire dal 3 marzo 1983 su Italia 1. Il doppiaggio è stato eseguito dal Gruppo Trenta su direzione di Renato Izzo per la prima stagione e di Gino La Monica dalla seconda in poi.

#### Titolo italiano
Jeannie non è assolutamente una strega, bensì un genio: il nome stesso della protagonista è un gioco di parole tra Jeannie (piccola Jean) e genie (genio). Il titolo italiano della serie è stato probabilmente scelto sulla scia del successo del telefilm Vita da strega replicato proprio l'anno precedente da Italia 1.

## Citazioni e riferimenti
- In Sam & Cat, nella puntata Halloween Cat si traveste da Jeannie e il commerciante bambino Dice le vende una bottiglietta uguale a quella della strega (ovviamente in plastica) e un libro di incantesimi.
- In Streghe (Charmed) la sorella minore Phoebe viene trasformata in un genio della lampada, le sue due sorelle scherzano nominando il Maggiore Nelson e lei è vestita di rosa come lo era Jeannie.
- In Beavis and Butt-head delle volte si vedono spezzoni della serie mentre il duo scorre i fra i canali. In un episodio parodiano la serie, intitolandolo "I Dream of Beavis" ("Sogno Beavis", come nel titolo originale, che si traduce appunto "Sogno Jeannie").
- Il tema musicale di Hugo Montenegro è stato riproposto in numerose canzoni, tra cui Girls Ain't Nothing but Trouble di DJ Jazzy Jeff & the Fresh Prince (1986) e Sucker DJ di Dimples D. (1990).
- Nel film di Ron Howard  Apollo 13  con Tom Hanks, in una sala alla base NASA di Houston ci sono quattro televisori accesi e uno sta trasmettendo un episodio di Strega per amore. Infatti le vicende del film si svolgono nel 1970, anno della quarta serie del telefilm.

## Riconoscimenti
La città di Cocoa Beach, città di residenza dei protagonisti nella finzione, ha intitolato una delle vie alla serie, chiamandola I Dream of Jeannie Lane.

## Film per la televisione e sequel della sitcom
- Strega per amore: 15 anni dopo (1985)
- Ancora strega per amore (1991)